# Prix du doctorat de l'Union astronomique internationale
Les prix du doctorat de l'Union astronomique internationale (en anglais IAU PhD Prize) sont des récompenses remises chaque année par l'Union astronomique internationale.

## Liste des récipiendaires
| Année | Division A Astronomie fondamentale | Division B Facilities, Technologies and Data Science                                                                 | Division C Education, Outreach and Heritage | Division D Phénomènes à haute énergie et physique fondamentale                                                                    | Division E Soleil et héliosphère | Division F Système planétaires et bioastronomie                                      | Division G Étoiles et physique stellaire                                                     | Division H Matière interstellaire et univers local                                                                                                 | Division J Galaxies et cosmologie                                                                                      | Non OCDE |
| ----- | --- | --- | ------------------------------------------- | --- | --- | ------------------------------------------------------------------------------------ | -------------------------------------------------------------------------------------------- | --- | --- | --- |
| 2017  | Gisela Ortiz Leon Institut de radioastronomie et astrophysique Astrométrie à ultra-haute fidélité par interférométrie à très longue base centimétrique et millimétrique | Barak Zackay Institut Weizmann des sciences Techniques statistiques et algorithmiques en astronomie observationnelle | Aucun (pas de candidats)                    | Guillaume Voisin Observatoire de Paris Simulation de magnétosphères de pulsars : étude détaillée de certains mécanismes radiatifs | Christopher Moore Université du Colorado à Boulder La couronne solaire vue à travers les CubeSats MinXSS (Miniature X-ray Solar Spectrometer) | Megan Ansdell Université de Hawaï Démographie des disques protoplanétaires avec ALMA | Gaël Buldgen Université de Liège Développement de techniques d'inversion en astérosismologie | Georgia Virginia Panopoulou Université de Crète Structure et évolution de nuages moléculaires magnétiques, conséquences observationnelles et tests | Max Gronke Institut d'astrophysique théorique, Oslo Observables Lyman alpha de l'univers à haut décalage vers le rouge | Siyao Xu (Division H) Université de Pékin Étude de turbulence magnétohydrodynamique et son application astrophysique |